# 伊川青年站
伊川青年站（韓語：이천청년역）是朝鮮民主主義人民共和國江原道伊川郡的一個鐵路車站，属于青年伊川线。

## 邻近车站
青年伊川线
松亭站 - 伊川青年站 - 文童青年站